# Tristram Hunt
Pour les articles homonymes, voir Hunt.
Tristram Julian William Hunt, (né le 31 mai 1974) est un historien britannique, journaliste et homme politique du Parti travailliste qui est député de Stoke-on-Trent Central de 2010 à 2017 . En janvier 2017, il quitte la Chambre des communes pour occuper le poste de directeur du Victoria and Albert Museum de Londres.
Hunt est maître de conférences en histoire britannique moderne à l'Université Queen Mary de Londres . Il a écrit plusieurs livres et présenté des programmes d'histoire à la télévision. Il est un chroniqueur régulier pour The Guardian et The Observer .

## Jeunesse et éducation
Hunt est né à Cambridge, fils de Julian Hunt, météorologue et chef du groupe du parti travailliste au conseil municipal de Cambridge en 1972-1973, qui en 2000 est fait pair à vie en tant que baron Hunt de Chesterton et petit-fils de Roland Hunt, un diplomate britannique . La famille Hunt comprend des orfèvres aux XVIIIe siècle et XIXe siècle,.
Hunt est l'arrière-petit-fils de Maxwell Garnett, avocat et pédagogue, et arrière-arrière-petit-fils de William Garnett (en), universitaire et professeur de physique. Il est cousin de Virginia Bottomley, baronne Bottomley de Nettlestone.
Tristram Hunt fait ses études à l'University College School, une école indépendante pour garçons à Hampstead, au nord de Londres. Là, il obtient deux A (histoire et latin) et un B (littérature anglaise) au niveau A-level. Il fait une première en histoire au Trinity College, Cambridge, en 1995.
Il fréquente l'Université de Chicago et est pendant un temps membre associé du Center for History and Economics du King's College de Cambridge. Il entreprend des études de troisième cycle à l'Université de Cambridge et obtient son doctorat (PhD) en 2000. Sa thèse s'intitule La pensée civique en Grande-Bretagne, entre 1820 et 1860. À Cambridge, il est membre du club de théâtre amateur les Footlights, où il est un contemporain de David Mitchell et Robert Webb.

## Carrière d'historien
Hunt est membre de l'Institut de recherche sur les politiques publiques et siège au conseil d'administration du New Local Government Network (2004). Il fait de nombreuses apparitions à la télévision, présentant des programmes sur la guerre civile anglaise (2002), les théories d'Isaac Newton (Great Britons, 2002) et la montée de la classe moyenne, et fait des apparitions régulières sur BBC Radio 4, ayant présenté des émissions sur des sujets tels que l'histoire de la signature . Son premier livre est The English Civil War: At First Hand (2002, Weidenfeld & Nicolson, (ISBN 029782953X)).
Sa spécialité est l'Histoire urbaine, en particulier à l'époque victorienne, et c'est ce sujet qui lui fournit son deuxième livre, Building Jerusalem (2004, Weidenfeld & Nicolson , (ISBN 0297607677)). Ce livre, couvrant des esprits victoriens notables tels que John Ruskin, Joseph Chamberlain et Thomas Carlyle, reçoit de nombreuses recensions favorables, mais certaines critiques, notamment une critique cinglante dans The Times Literary Supplement de J.Mordaunt Crook (`` The Future was Bromley '', TLS, 13 août 2004).
Hunt écrit Making our Mark, une publication célébrant le quatre-vingtième anniversaire de CPRE, en 2006. Il réalise aussi une série de la BBC intitulée The Protestant Revolution, examinant l'influence du protestantisme sur les attitudes britanniques et internationales envers le travail et les loisirs, pour diffusion sur BBC Four . En 2007, Hunt est juré pour le Prix Samuel-Johnson  le gagnant étant la vie impériale dans la ville d'émeraude par Rajiv Chandrasekaran.
Hunt écrit une biographie de Friedrich Engels, The Frock-Coated Communist: The Revolutionary Life of Friedrich Engels, qui est publiée en mai 2009 par Penguin Books . Pour le livre, Hunt effectue des recherches dans les bibliothèques allemandes et russes et commence par un récit du voyage d'Engels en Russie. La biographie reçoit un certain nombre de critiques favorables, dont une de Roy Hattersley, l'ancien chef adjoint du Parti travailliste, dans The Observer.
Le 18 mai 2013, il prononce sa conférence «Aristocratie et industrie: les Sutherlands dans le Staffordshire» aux conférences Marc Fitch .
Le livre de Hunt, Ten Cities That Made an Empire, est publié par Allen Lane en 2014 . Il est surnommé une «étude vivante des avant-postes impériaux» par l'historien Robert Service, écrivant pour The Guardian .

## Carrière politique
Membre du Parti travailliste, Hunt milite pendant plusieurs années et participe aux campagnes à Millbank Tower lors des élections générales de 1997 puis au siège du parti lors des élections générales de 2001. Au cours des élections générales de 2005, il fait campagne pour Oona King à Bethnal Green et Bow.
Hunt est candidat deux fois pour la sélection comme candidat parlementaire travailliste, à Liverpool West Derby, où Stephen Twigg est sélectionné (2007), et Leyton et Wanstead, où John Cryer est sélectionné (2009).
Hunt est sélectionné la circonscription de Stoke-on-Trent Central le 1er avril 2010, succédant au député sortant du Labour, Mark Fisher. Parce que la candidature est déposée juste avant l'élection, la liste restreinte est établie par le comité de sélection du Comité exécutif national au pouvoir, sans aucun nom de la liste restreinte locale à Stoke-on-Trent. Cela conduit le secrétaire du Parti travailliste de circonscription, Gary Elsby, à s'opposer à Hunt en tant que candidat indépendant en signe de protestation . Malgré la polémique d'avoir été «parachuté» dans le district, Hunt est élu avec 38,8% des voix . Bien que l'élection ait été la plus disputée de la circonscription depuis des décennies, Hunt a une majorité de 5566 voix sur son plus proche rival.
Hunt est nommé secrétaire d'État fantôme à l'éducation en avril 2013, en remplacement de Karen Buck qui devient Secrétaire parlementaire privé d'Ed Miliband. Le 7 octobre 2013, Hunt est promu au Cabinet fantôme, en remplacement de Stephen Twigg en tant que secrétaire d'État fantôme à l'éducation .
Hunt est réélu en mai 2015 avec une majorité de 5179 voix . Le 12 septembre 2015, il quitte le cabinet fantôme à la suite de l'élection de Jeremy Corbyn à la tête du parti travailliste en raison de leurs «divergences politiques substantielles», déclare Hunt à l'Association de la presse .
Le 13 janvier 2017, il annonce qu'il quitte son poste de député pour occuper le poste de directeur du Victoria and Albert Museum de Londres. Il démissionne officiellement, prenant le poste d'intendant des Chiltern Hundreds, le 23 janvier 2017 . Son successeur en tant que député, Gareth Snell, conserve le siège du Parti travailliste lors de l'élection partielle qui suit le 23 février 2017 .

## Directeur du Victoria and Albert Museum
En février 2017, Hunt devient le directeur du V&A . Dans ce poste, il plaide en faveur de la nécessité d'enseigner les matières créatives dans les écoles publiques, craignant que les emplois de designer ne soient considérés «uniquement pour le chic» .

## Vie privée
Hunt est marié à Juliet Thornback avec qui il a un fils et deux filles; ils vivent à Londres . Il est membre de la Royal Historical Society .